# 2010年のテレビアニメ (日本)
2010年のテレビアニメでは、2010年に日本国内で放送されたテレビアニメについてまとめる。

## 2010年のテレビアニメ
- 機動戦士ガンダムUC
- おまもりひまり
- 聖痕のクェイサー
- いちばんうしろの大魔王
- 裏切りは僕の名前を知っている
- 祝福のカンパネラ
- 学園黙示録 HIGHSCHOOL OF THE DEAD
- オオカミさんと七人の仲間たち
- とある魔術の禁書目録II
- 俺の妹がこんなに可愛いわけがない
- ヨスガノソラ
- えむえむっ!
- 探偵オペラ ミルキィホームズ

### NHKのアニメ
NHK教育
- MAJOR 第6シーズン
- ザ・ペンギンズ from マダガスカル
- はなかっぱ
- バクマン。
- ひつじのショーン
- テレパシー少女 蘭（再放送）

NHK BS2
- GIANT KILLING
- 心霊探偵 八雲

NHKワンセグ2
- 起業忍者 イガ社長と秘書ガーコ

### 日本テレビ系アニメ
- ちーすい丸

日本テレビ深夜アニメ
- RAINBOW-二舎六房の七人-

読売テレビ制作アニメ
- WORKING!!
- ぬらりひょんの孫
- 夢色パティシエールSP プロフェッショナル

### テレビ朝日系アニメ
- デジモンクロスウォーズ
- 食パンミミー（ABC）
- 怪盗レーニャ（九州朝日放送）

ニチアサキッズタイム
- ハートキャッチプリキュア!（ABC）
- バトルスピリッツ ブレイヴ（メ〜テレ）

### TBS系アニメ
- パパは雪だるま!（北海道放送）

MBS日曜5時枠
- 戦国BASARA 弐
- STAR DRIVER 輝きのタクト

TBSテレビ深夜アニメ
- ひだまりスケッチ×☆☆☆
- おおかみかくし
- 会長はメイド様!
- けいおん!!
- おおきく振りかぶって セカンドシーズン
- アマガミSS
- それでも町は廻っている

毎日放送の深夜アニメ
- デュラララ!!
- 黒執事II

### テレビ東京系アニメ
- 爆丸バトルブローラーズ ニューヴェストロイア
- よりぬき銀魂さん（傑作選）
- HEROMAN
- ジュエルペット てぃんくる☆
- SDガンダム三国伝 BraveBattleWarriors
- ひめチェン!おとぎちっくアイドル リルぷりっ
- ポケットモンスター ベストウイッシュ
- おまえうまそうだな

テレビ東京深夜アニメ
- バカとテストと召喚獣
- はなまる幼稚園
- 荒川アンダー ザ ブリッジ
- ケロロ軍曹乙
- 伝説の勇者の伝説
- おとめ妖怪 ざくろ
- 侵略!イカ娘
- 神のみぞ知るセカイ
- FORTUNE ARTERIAL 赤い約束
- テガミバチ REVERSE
- アニメノチカラ枠
  - ソ・ラ・ノ・ヲ・ト
  - 閃光のナイトレイド
  - 世紀末オカルト学院

テレビ大阪
- 最強武将伝 三国演義

テレビ愛知
- トランスフォーマー アニメイテッド

AT-X
- ちゅーぶら!!
- ダンス イン ザ ヴァンパイアバンド
- れでぃ×ばと!

### フジテレビ系アニメ
- 刀語
- HARD TALK CAFE[1]
- チャギントン[2]

ノイタミナ枠
- のだめカンタービレ フィナーレ
- 四畳半神話大系
- さらい屋 五葉
- （もやしもん実写版）
- 海月姫

BSフジ
- NAKED WOLVES

### BS11のアニメ
- 迷い猫オーバーラン!
- COBRA THE ANIMATION
- 模型戦士ガンプラビルダーズ ビギニングG

### トゥエルビのアニメ
- 学校のコワイうわさ 花子さんがきた!!